# 혈분
혈분(血粉)은 도축이나 도계에서 과정에서 생산되는 동물의 혈액을 가열 건조하여 분말로 만들어진 것이다. 가축의 사료 또는 토양개량제로 이용된다.

## 같이 보기
- 선지